# Microdrymadusa bispina
Microdrymadusa bispina är en insektsart som beskrevs av Bei-bienko 1967. Microdrymadusa bispina ingår i släktet Microdrymadusa och familjen vårtbitare. Inga underarter finns listade i Catalogue of Life.